# Михайло Ніговський
Миха́йло Васи́льович Ніго́вський — збирач українського фольклору.

## Загальні відомості
Про Михайла Ніговського збереглися дуже скупі відомості. Був студентом медичного факультету Харківського університету в 50-х рр. XIX ст. Згодом працював лікарем у Лубнах. Мав вплив на формування видатного мовознавця Олександра Потебні. Його колекція дум є доволі відомою, її використовували видатні українські діячі Пантелеймон Куліш, Володимир Антонович, Михайло Драгоманов. Значна частина її втрачена.
1855 року в своєму листі М. Білозерському П. Куліш писав, що М. В. Ніговський передав йому збірник з своїми записами, в який входило 1160 творів.
Кілька дум Ніговський записав, як він зазначав, в «местечке Вильшане Харьковской губернии, Богодуховского уезда» від кобзаря Петра Колибаби. Найвідомішою є дума «Невольники», про тяжку долю бранців у турецькому полоні. Також Ніговський записав у Вільшані від Колибаби один із варіантів думи про «втечу трьох братів із города Азова з турецької неволі» (Обидві думи надрукували Антонович і Драгоманов у відомому збірнику «Исторические песни малорусского народа» (1874)).
Робив записи також від відомого кобзаря М. Ригоренка.

## Записи
- «Дума про Марусю попівну Богуславку» (М. В. Ніговський записав від кобзаря Ригоренка на Харківщині в першій половині 50-х років XIX століття)[2]
- «Плач невільників на турецькій каторзі»
- «Дума про втечу трьох братів із города Азова, з турецької неволі»
- «Козак Нетяга Фесько Андибер»
- «Дополненная дума о Гандже Андыбере»
- «Козацьке життя»
- «Корсунська перемога»

Місцевості, де збирав матеріали:
- Слобода Красний Кут Харківської губернії
- Дасківці Куп'янського повіту Харківської губернії
- Вільшане Богодухівського повіту Харківської губернії